# マルゲリータ・ディ・ナヴァッラ
マルゲリータ・ディ・ナヴァッラ（Margherita di Navarra, 1128年 - 1183年8月12日）は、シチリア王グリエルモ1世の王妃。ナバラ王ガルシア6世（ガルシア・ラミレス）の娘。
グリエルモ1世との間に4男をもうけたが、三男グリエルモ以外は早世した。
- ルッジェーロ4世（1152年 - 1161年） - プッリャ公
- ロベルト（1153年 - 1158年） - カプア公
- グリエルモ2世（1155年 - 1189年） - シチリア王
- エンリーコ（1158年 - 1172年） - カプア公

夫グリエルモ1世が1166年に病死すると、息子グリエルモ2世が王位を継いだが、まだ少年であったためマルゲリータが摂政となった。